# Везиров, Азад-бек
Азад-бек Мирза Гамид-бек оглы Везиров (азерб. Azad bəy Mirzə Həmid bəy oğlu Vəzirov; 22 августа 1869—1921) — российский и азербайджанский военный деятель, полковник. Отец советского государственного деятеля, организатора нефтяной промышленности, Героя Социалистического Труда Сулеймана Везирова.

## Биография
Происходил «из дворян города Шуша». В службу вступил вольноопределяющимся в 43-й драгунский Тверской полк. 20 декабря 1888 года был направлен в Елисаветградское кавалерийское училище. После окончания училища по второму разряду 3 июля 1892 года был произведён в эстандарт-юнкеры и возвращён в полк. 27 июня 1893 года произведён в корнеты с зачислением в запас. В 1901 году корнет Везиров и.д. адъютанта Дагестанского конного полка. C 27 октября 1901 года поручик, штабс-ротмистр (ст. 27.10.1905), ротмистр (ст. 27.10.1909).
Служил в системе МВД. Старший обер-офицер для поручений при Бакинском губернаторе (на 1 сентября 1916).
Штаб-офицер для особых поручений при Бакинском губернаторе, подполковник (на 1917 год).
Служил в армии Азербайджанской Демократической Республики. В конце 1918 начале 1919 года подполковник Везиров служил в должности Гянджинского воинского начальника, затем в должности коменданта города Баку. Приказом правительства Азербайджанской Демократической Республики № 28 от 25 июня 1919 года произведён в полковники.
Служил в РККА. Умер в Казвине (Персия).
Награды: орден Святого Станислава 3-й степени (1905), орден Святой Анны 3-й степени (1909).